# Côlon
Ne doit pas être confondu avec Colomb, Colon, Collomp, Collon, Colom ou Collomb.
 (septembre 2017).
Si vous disposez d'ouvrages ou d'articles de référence ou si vous connaissez des sites web de qualité traitant du thème abordé ici, merci de compléter l'article en donnant les références utiles à sa vérifiabilité et en les liant à la section « Notes et références ».

Le côlon apparaît en rose foncé et se différencie du grêle par ses larges haustrations.

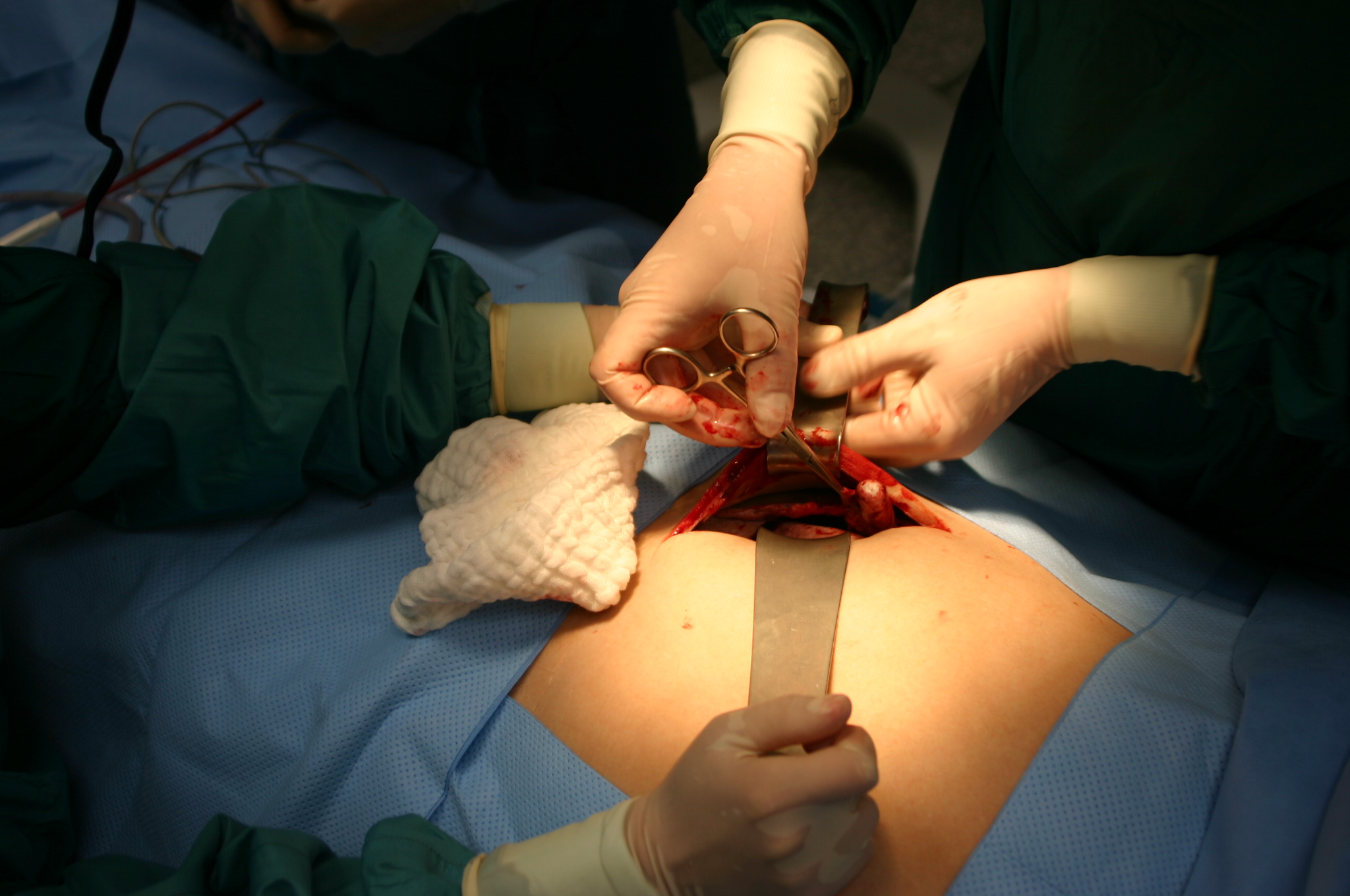
Chirurgie d'appendicectomie par une incision, dite de Mac Burney, réalisée en fosse iliaque droite.

Le côlon (du latin colon, du grec ancien κῶλον / kōlon), est situé, dans l'abdomen, entre la valvule iléo-cæcale et la jonction recto-sigmoïdienne chez les mammifères. Il commence dans la fosse iliaque droite et fait suite à l'intestin grêle. Il débouche dans le rectum, avec lequel il forme le gros intestin. Il se dispose en cadre dans la cavité abdominale. Chez l'humain, elle mesure environ 1,5 m de long pour 4 cm de diamètre, soit un volume d'environ 1,8 litre.

Sa fonction principale est d'extraire l'eau et les sels minéraux des déchets non digérés avant qu'ils ne soient éliminés de l'organisme. Le côlon n'a donc pas un rôle majeur dans l'absorption des nutriments.

## Subdivisions
Le côlon se divise en plusieurs segments :
- le cæcum
- le côlon ascendant (15 cm) ;
- le côlon transverse (50 cm) ;
- le côlon descendant (25 cm) ;
- le côlon iliaque
- le côlon sigmoïde ou pelvien (longueur variable, de l’ordre de 40 cm).

La notion de côlon droit désigne la partie du côlon qui est située avant l'angle splénique, comprenant le cæcum, le côlon ascendant et la majeure partie du côlon transverse. Ces structures dérivent de la même structure embryonnaire : l'intestin moyen, et sont vascularisées par l'artère mésentérique supérieure.

Le côlon gauche désigne la partie du côlon située à partir de l'angle splénique, comprenant la fin du côlon transverse, le côlon descendant, le côlon iliaque et le côlon sigmoïde. Ces structures sont vascularisées par l'artère mésentérique inférieure.

La limite côlon droit / côlon gauche est ainsi définie par l'arcade de Riolan.

### Cæcum et appendice
Le cæcum est le 1er segment du côlon, mesurant 6 cm et situé généralement dans la fosse iliaque droite. Il est relié à l'intestin grêle par la valvule iléo-cæcale. Si l'orifice iléo-cæcal est horizontal, les valves, supérieure et inférieure, de la valvule de Bauhin sont inclinée vers le fond du cæcum.
Le côlon présente 3 bandelettes musculaires longitudinales, qui convergent le long du cæcum, en faces antérieure, postéro-externe et postéro-interne, vers le point d'implantation de l'appendice, prolongement du cæcum: 

L’appendice est une structure creuse et borgne mesurant entre 6 et 12 cm de longueur et de 5 à 6 mm de diamètre.
S'il abouche sur la face interne du cæcum, 2 ou 3 centimètres sous de la jonction iléo-cæcale, au point de convergence des trois bandelettes musculaires coliques, sa position peut varier, devant ou derrière le côlon, le long de l'iléon, le long de la vessie ou de l'utérus, ou encore le long du foie.

### Côlon ascendant
Le côlon ascendant fait suite au cæcum et se termine par l'angle droit hépatique. Il mesure de 8 à 15 cm, et est parcouru par les 3 bandelettes musculaires longitudinales.
Sa structure interne se compose, du centre vers l’extérieur, d'une muqueuse, d'une sous muqueuse, d'une musculeuse et d'une séreuse.
Il est vascularisé par l'artère mésentérique supérieure, via les artères coliques droites.

### Côlon transverse
Le côlon transverse est la partie horizontale du côlon située entre les 2 angles coliques (hépatique et splénique).

## Rôle dans la digestion
Bien qu'il existe d'importantes différences entre les côlons de différents organismes, son rôle est principalement de stocker les déchets, de récupérer l'eau, de maintenir l'équilibre hydrique et d'absorber certaines vitamines, telles que la vitamine K.
Avant que le chyme n'atteigne le côlon, presque tous les nutriments et environ 90 % de l'eau auront déjà été absorbés par l'organisme. À ce niveau, certains électrolytes comme le sodium, le magnésium et le chlore, ainsi que les fibres alimentaires restent en place. Alors que le chyme continue son parcours dans le côlon, la majeure partie de l'eau résiduelle est absorbée, puis le chyme se mélange avec le mucus et les bactéries que l'on appelle flore intestinale ou microbiote, et devient alors la matière fécale. Les bactéries cassent certaines fibres pour se nourrir, produisant ainsi de l'acétate, du propionate et du butyrate comme déchets, qui sont à leur tour utilisés comme nutriments par les cellules du côlon. C'est un exemple de relation symbiotique qui fournit une centaine de calories par jour à l'organisme.
Au niveau du côlon, le pH varie entre les limites normales de 4,5 et 7,5 chez l'adulte.
C'est dans le côlon que l'absorption de l'eau et des électrolytes est sous le contrôle nerveux et hormonal. Le système nerveux contrôle les sécrétions tout le long de la digestion. Le système endocrinien, quant à lui, intervient dans la production d'une hormone, l'aldostérone, qui favorise l'élimination du potassium et l'absorption du sodium.

## Maladies
Le côlon peut être le siège de nombreuses maladies :
- aérocolie ;
- angiodysplasie du côlon ;
- appendicite épiploïque primitive
- cancer du côlon ;
- colite (inflammation du côlon en général) ;
  - colite collagène ;
  - colite pseudo-membraneuse ;
  - colite ulcéreuse (rectocolite hémorragique) ;
  - côlon irritable (ou côlon spastique) ;
- diarrhée ;
- diverticulose ;
- maladie de Crohn ;
- maladie de Hirschsprung (aganglionose) ;
- mégacôlon toxique ;
- polypose recto-colique familiale (voir aussi polype) ;
- rectocolite hémorragique (colite ulcéreuse) ;
- sigmoïdite ;
- brûlure de l’intestin ;
- colopathie fonctionnelle ;
- laxophobie.

## Chirurgie
L'opération chirurgicale qui consiste en l'ablation de cet organe est appelée « colectomie ». Elle peut concerner tout le côlon (colectomie totale), le côlon droit (hémicolectomie droite), le côlon gauche (hémicolectomie gauche), ou un segment du côlon (colectomie segmentaire). Elle peut se conclure par un anus artificiel ou colostomie, ou par une anastomose (raccordement) entre iléon et côlon ou côlon et rectum.

## Coloscopie
La coloscopie ou colonoscopie est l'examen visuel du côlon par l'intermédiaire d'une sonde.